# Las Mestas (Boal)
Las Mestas (oficialmente y en asturiano: As Mestas) es una aldea perteneciente a la parroquia de Castrillón, en el concejo de Boal, comarca de Eo-Navia, Principado de Asturias, España.
Cuenta con una población de 2 habitantes (INE, 2013) y se encuentra a unos 440 m de altura sobre el nivel del mar, en la margen derecha del río Navia. Dista unos 10,5 km de la capital del concejo, tomando desde ésta primero la carretera AS-12 en dirección a Grandas de Salime, desviándose luego, en San Luis, por la AS-35 en dirección a Villayón, y finalmente a la derecha en Castrillón, de donde dista 3,4 km. También se puede acceder, tomando la AS-12 (son entonces unos 14 km desde la villa de Boal) desviándose unos 600 m después de pasar Doiras, por la carretera que discurre sobre la presa del embalse, y luego, 700 m tras ésta, a la izquierda para subir hacia Silvón, desde donde finalmente se toma en una rotonda un desvío que lleva la citada localidad, a aproximadamente 4,2 km de distancia, tras pasar Sarceda.